# Blanquette de veau

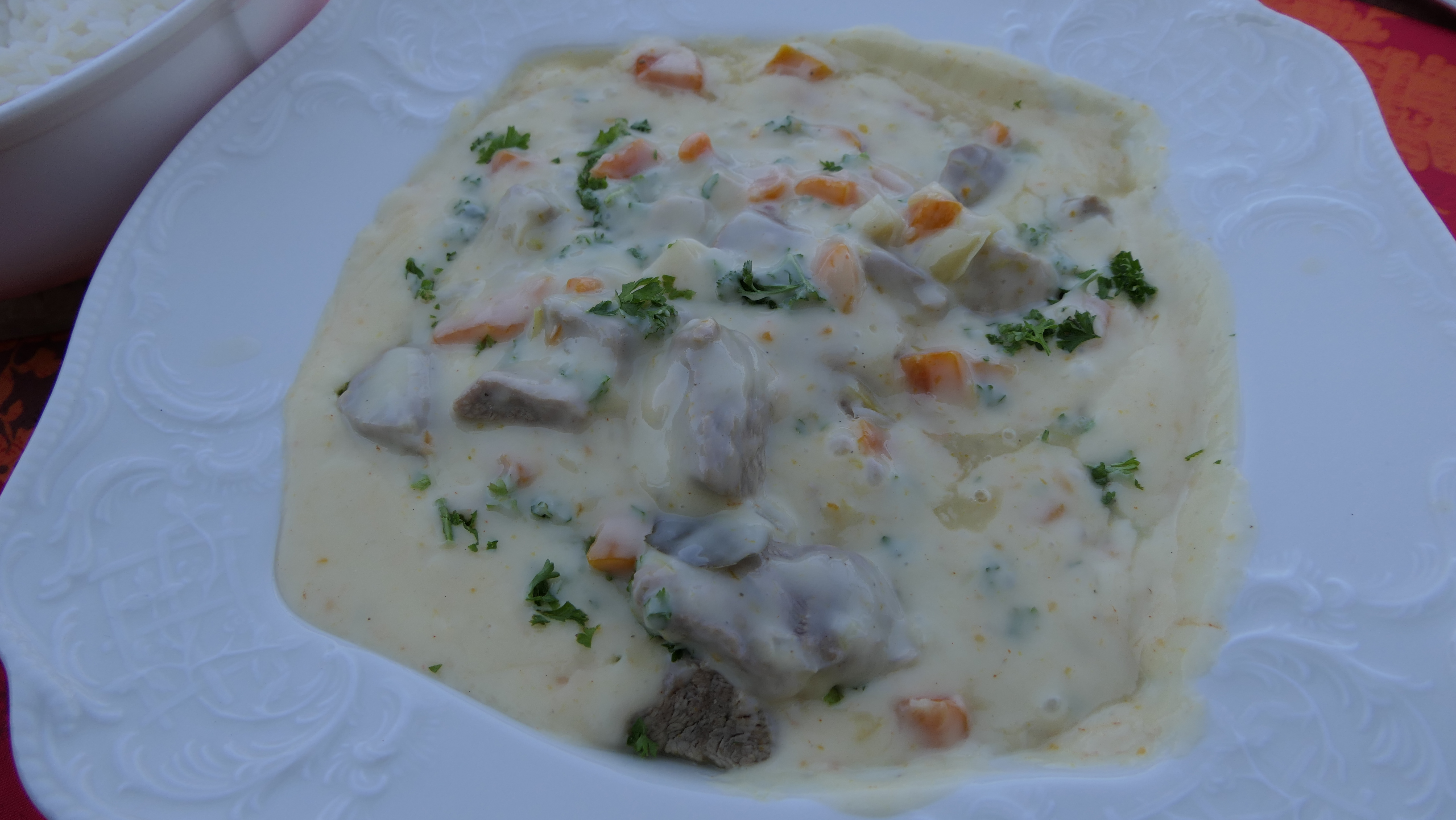
Um prato com blanquette de veau

A blanquette de veau é um prato de carne de vitela migada, cenouras e manteiga.
A palavra "blanquette" vem do fato que o molho do guisado é branco. Todas as carnes são brancas (galinha, coelho, porco); carneiro também pode ser preparado em "blanquette", embora os vitelos são os processadores de referência.
O Inspetor Maigret é conhecido por ser um grande fã de "blanquette", e quem o prepara é sua esposa.

## Preparação
A peça escolhida para a "blanquette" é geralmente peito ou ombro desossado. A carne é cortada em pedaços cozidos com cenouras, cebolas, e às vezes aipo, para formar um caldo. O molho é obtido através da associação de uma ou mais gemas de ovos com o caldo e acrescentado com creme. O cozido é feito absolutamente sem farinha. Este prato pode ser concluído com cogumelos e acompanhado de arroz, massas ou batatas, sendo que a carne, cenouras e os acompanhamentos são servidos quentes.